# 1929 Kollaa
1929 Kollaa este un asteroid din centura principală, descoperit pe 20 ianuarie 1939 de Yrjö Väisälä.